# 2012年イギリスの流星物体
2012年イギリスの流星物体（2012ねんイギリスのりゅうせいぶったい）とは、2012年9月21日に発生した特殊な流星群。

## 概要
イギリス各地で観測されたオレンジと黄色に輝く流星物体は東から西の方角へ飛行した。ほとんどの人工衛星等のスペースデブリの大気圏再突入であれば西から東や北から南の方角へ飛行するはずだがそれとは逆の方向である。
未確認飛行物体は高度およそ80 mi (130 km)で速度は18,000 mph (29,000 km/h)だったと推定される。